# Magnus Christensen
Magnus Christensen (* 20. August 1997) ist ein dänischer Fußballspieler. Er spielt seit seiner Jugend bei Aalborg BK und gehört zum Kader der dänischen Nachwuchsnationalmannschaften.

## Karriere

### Verein
Magnus Christensen begann mit dem Fußballspielen bei Bangsbo Freja und wechselte in der U14 zum Partnerverein Aalborg BK. Im Sommer 2016 stieg er in die erste Mannschaft auf und gab am 26. Juli 2016 beim 1:0-Auswärtssieg am zweiten Spieltag der Superliga 2016/17 gegen Randers FC sein Profidebüt. Am 23. November 2016 verlängerte er seinen Vertrag. In seiner ersten Saison mit Aalborg BK verpasste Christensen die Qualifikation am internationalen Wettbewerb. In der Folgesaison absolvierte er fünf Einsätze für die Reservemannschaft und belegte mit den Profis sowohl im regulären Ligabetrieb als auch in der Meisterrunde den fünften Platz.

### Nationalmannschaft
Christensen absolvierte sechs Partien für die dänische U19-Nationalmannschaft und drei für die U20-Auswahl. Am 6. Oktober 2017 absolvierte er beim 5:2-Sieg im EM-Qualifikationsspiel in Aalborg gegen Georgien sein erstes Spiel für die dänische U21-Nationalmannschaft.